# Danh sách phương tiện bay không người lái

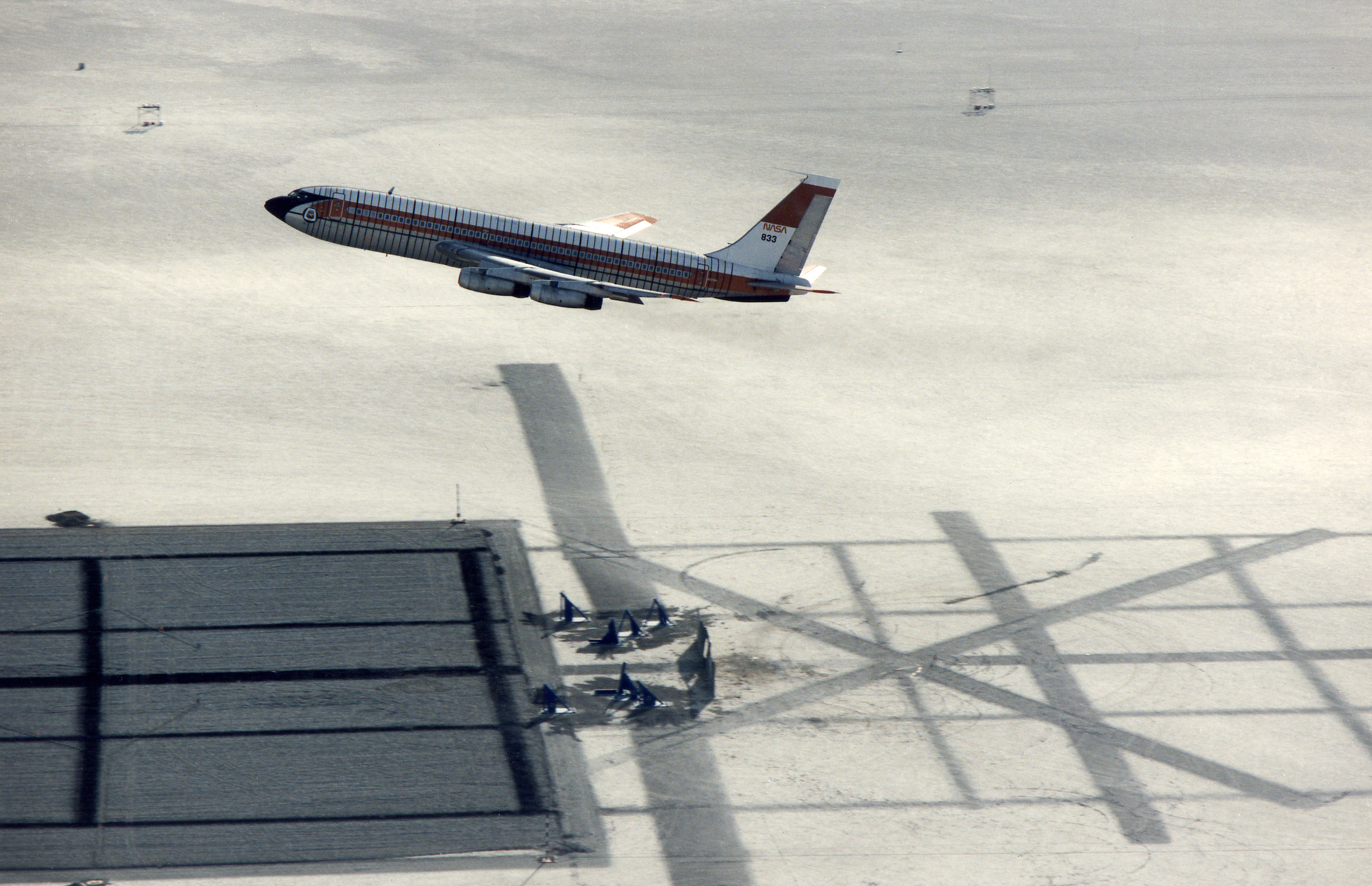
Một chiếc Boeing 720 bay dưới sự điều khiển từ xa của hệ thống Controlled Impact Demonstration do NASA chế tạo

Đây là một danh sách những phương tiện bay không người lái được phát triển và hoạt động ở các quốc gia khác nhau trên thế giới. Chỉ liệt kê những phương tiện chính và năm thực hiện chuyến bay đầu tiên.
(Danh sách vẫn chưa hoàn chỉnh. Bạn có thể bổ sung thêm)

### Các mẫu của Argentina
- Yarará, trinh sát (2006)

### Các mẫu của Bỉ
- EPERVIER drone (1969)
- B-HUNTER (UAV) (2002)

### Các mẫu của Bulgaria
- RUM-1, mục tiêu tập bắn (1967)
- RUM-2, mục tiêu tập bắn (1967)
- RUM-2M, mục tiêu tập bắn (1969)
- RUM-2MB, mục tiêu tập bắn (1971)
- M-200, mục tiêu tập bắn (1971)
- UtRUM, mục tiêu tập bắn (1974)
- P-200, mục tiêu tập bắn (1975)
- Yastreb-1, mục tiêu tập bắn (1978)
- Yastreb-2, mục tiêu tập bắn (1981)
- Yastreb-3, mục tiêu tập bắn (1982)

### Các mẫu của Canada
- Canadair CL-89, trinh sát (1964)
- CL-227 Sentinel, trinh sát (1977)
- Silver Fox ALIX (Atlantic Littoral Intelligence Surveillance and Reconnaissance Experiment) (2004)
- SAGEM Sperwer (2003-2006)
- ADVANCED SUBSONICS/XIPHOS Grasshopper (2000)
- MMIST Snowgoose (2000)

### Các mẫu của Cộng hòa nhân dân Trung Hoa
- ChangKong-1, mục tiêu tập bắn, trinh sát (1966)
- ChangKong-2
- ASN-206
- WuZhen-5
- WZ-2000, trinh sát (2003)

### Các mẫu của Séc
- SOJKA III [1]

### Các mẫu của châu Âu
- EADS Barracuda, trinh sát và chiến đấu (2006)
- Dassault nEUROn, chiến đấu (2011)

### Các mẫu của Pháp
- SAGEM Sperwer, trinh sát
- Dassault AVE-D Petit Duc, nghiên cứu (2000)
- Dassault AVE-C Moyen Duc, nghiên cứu (2001)
- Dassault-Sagem SlowFast, trinh sát (2004)

### Các mẫu của Đức
- Drohne CL 289
- Aladin, trinh sát
- Rheinmetall KZO, trinh sát
- Luna X 2000, trinh sát (2000)
- MIKADO
- EuroHawk, trinh sát (đang phát triển với Mỹ)
- EADS Barracuda, chương trình của Đức phát triển với Tây Ban Nha

### Các mẫu của Hy Lạp
- HAI Pegasus, trinh sát (1982)
- 3 Sigma Nearchos, trinh sát (1996)
- EADS 3 Sigma Iris
- EADS 3 Sigma Alkyon
- EADS 3 Sigma Perseas

### Các mẫu của Hezbollah
- Mirsad-1, trinh sát, có thể là vũ khí (2004)

### Các mẫu của Ấn Độ
- DRDO Nishant
- HAL/ADE Lakshya
- Searcher MkII (với Israel)
- HAL Heron (với Israel)
- ADE Kapothaka
- HAL/DRDO Rustam UAV tầm xa trên độ cao trung bình
- HAL/DRDO Pawan UAV tầm ngắn
- HAL/DRDO Gagan UAV chiến thuật

### Các mẫu của Indonesia
- PUNA (Pesawat Udara Nir-Awak, Made by BPP Teknologi)

### Các mẫu của Israel
- IMI Mastiff
- Top I Vision Casper 250
- Top I Vision Aerostat
- IAI Pioneer (with the USA)
- RQ-5 Hunter (with the USA)
- IAI General
- IAI Harpy
- IAI Heron / Machatz-1, trinh sát
- IAI Ranger
- IAI Scout
- IAI Searcher

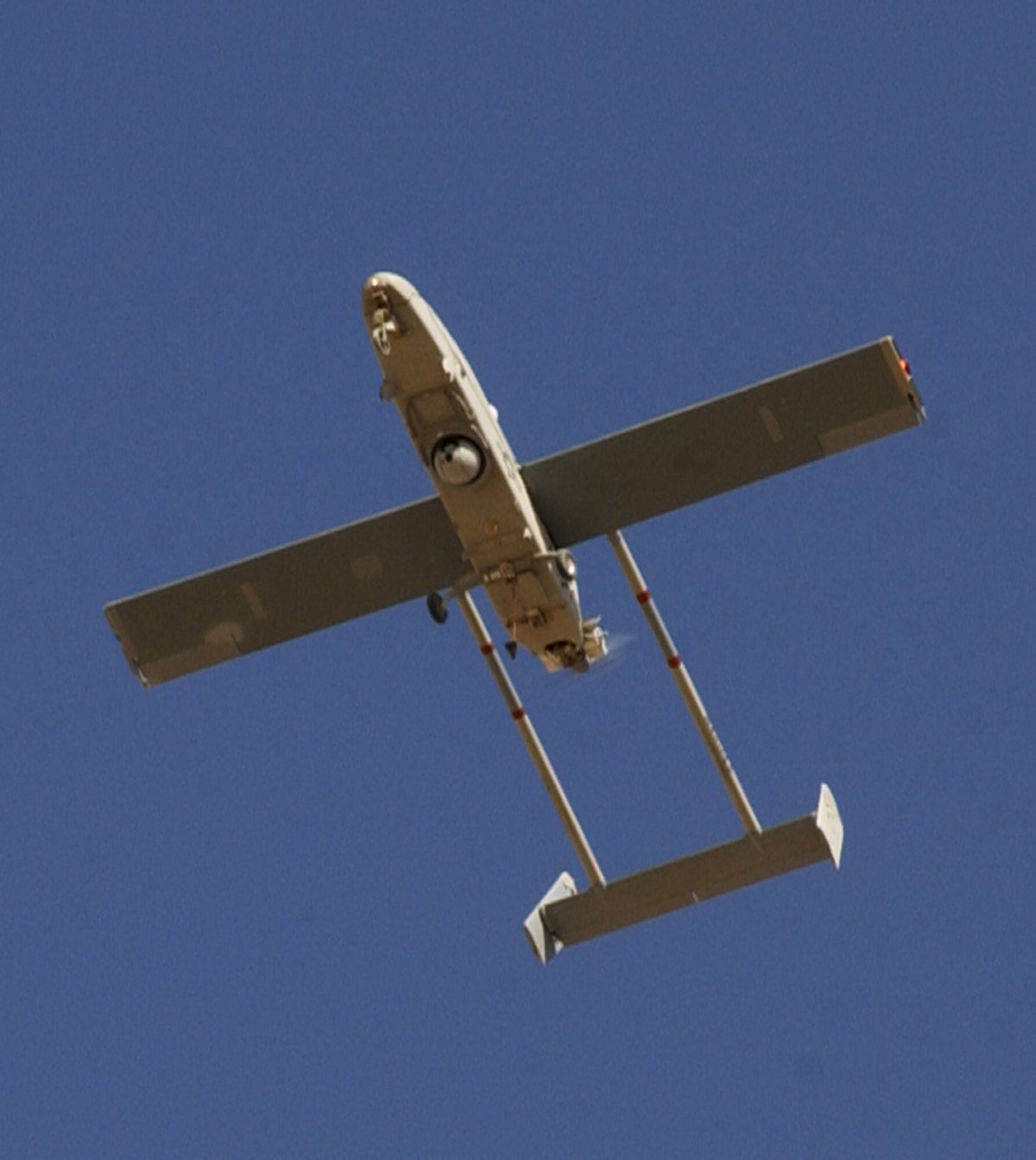
IAI Pioneer UAV ở Iraq

- IAI Skylite - Canister Launched mini-UAV system
- Elbit Hermes 450
- Aeronautics Defense Systems - Aerostar
- Aeronautics Defense Systems - Dominator
- Aeronautics Defense Systems - Aerolight
- Aeronautics Defense Systems - Orbiter
- EMIT Blue Horizon 2
- EMIT Sparrow
- EMIT Butterfly

### Các mẫu của Iran
- Ababil
- Shahbal
- Mohajer 3
- Mohajer 4

### Các mẫu của Italy
- Ex Meteor, now Galileo Avionica Mirach series, mục tiêu tập bắn-trinh sát
- Galileo Avionica FALCO, trinh sát
- Alenia Aeronautica Sky-x, nghiên cứu UCAV (2005)
- Alenia Aeronautica Sky-y, nghiên cứu-trinh sát MALE (2007)
- Alenia Aeronautica Molynx/Black Lynx, trinh sát HALE (đang phát triển)

### Các mẫu của Nhật Bản
- Yamaha R-50
- Yamaha R-MAX

### Các mẫu của Jordani
- Jordan Falcon
- I-wing
- Jordan Arrow
- Silent Eye

### Các mẫu của Malaysia
- Eagle ARV System

### Các mẫu của Mexico
- The S4 Ehecatl by Hydra Technologies
- The E1 Gavilan by Hydra Technologies

### Các mẫu của Pakistan
- Integrated Dynamics,Pakistan
- Surveillance UAV Systems Lưu trữ ngày 18 tháng 12 năm 2007 tại Wayback Machine
- Target & Decoy UAV Systems Lưu trữ ngày 28 tháng 12 năm 2007 tại Wayback Machine
- Civilian UAV Systems Lưu trữ ngày 18 tháng 12 năm 2007 tại Wayback Machine
- Border Eagle Lưu trữ ngày 18 tháng 12 năm 2007 tại Wayback Machine
- Hornet Lưu trữ ngày 29 tháng 5 năm 2012 tại Wayback Machine
- Hawk Lưu trữ ngày 30 tháng 5 năm 2012 tại Wayback Machine
- Shadow Lưu trữ ngày 4 tháng 6 năm 2012 tại Wayback Machine
- Vector Lưu trữ ngày 5 tháng 6 năm 2012 tại Wayback Machine
- SATUMA Jassos UAV System  Lưu trữ ngày 21 tháng 10 năm 2007 tại Wayback Machine
- Pakistan Aeronautical Complex UAV Baaz
- Pakistan Aeronautical Complex UAV Ababeel
- Air Weapons Complex UAV Bravo
- Integrated Dynamics,Pakistan UAV Nishan Mk1
- Integrated Dynamics,Pakistan UAV Nishan TJ 1000
- Integrated Dynamics,Pakistan UAV Vision Mk1
- Integrated Dynamics,Pakistan UAV Vision Mk2
- Integrated Dynamics,Pakistan UAV TORNADO
- Integrated Dynamics,Pakistan UAV ROVER
- Integrated Dynamics,Pakistan UAV Explorer

### Các mẫu của Ba Lan
- ITWL HOB-bit
- WB Electronics SOFAR
- WB Electronics RUFUS

### Các mẫu của Serbia
- IBL-2000
- Mini UAV Gavran (Raven)
- Medium UAV

### Các mẫu của Singapore
- ST Aero FanTail
- ST Aero Skyblade
- ST Aero MAV-1

### Các mẫu của Nam Phi
- Kentron Seeker
- Kentron Skua
- ATE Vulture
- Denel Bateleur

### Các mẫu của Liên Xô
- Lavochkin La-17, trinh sát và mục tiêu tập bắn(1953)
- Tupolev Tu-123, trinh sát (1964)
- Tupolev Tu-141, trinh sát (giữa-1970s)
- Yakovlev Pchela, trinh sát

### Các mẫu của Thụy Sĩ
- RUAG Ranger

### Các mẫu của Thụy Điển
- SHARC
- Saab Skeldar
- Saab Filur
- CybAero APID 55

### Các mẫu của Đài Loan
- Chung Shyang II  Lưu trữ ngày 7 tháng 12 năm 2008 tại Wayback Machine

### Các mẫu của Việt Nam
- M-400 UAV.
- KATA
- HS 6L[2] máy bay trinh sát
- UAV-01 mục tiêu tập bắn
- UAV-02 mục tiêu tập bắn
- UAV-03 máy bay trinh sát, mục tiêu tập bắn
- UAV-04 mục tiêu tập bắn, giả tên lửa hành trình(có thể là tên lửa hành trình nếu trang bị mang theo camera xử lý ảnh hoặc radar mặt mở tổng hợp hoặc phương tiện sát thương đây có thể coi đây là máy bay cảm tử)
- VT-Patrol máy bay trinh sát

### Các mẫu của Thổ Nhĩ Kỳ
- TAI TIHA (MALE) (đến năm 2010)
- TAI Turna (Target drone) 1996
- TAI Keklik (Target drone) 1996
- TAI Gözcü (CR) (Tactical)
- TAI UAV-X1 "Witness" (Tactical) 1992
- TAI Pelikan (Tactical) 2000
- TAI Baykuş (Tactical) 2000
- TAI Martı (Mini) 2000
- METU Güventürk (Mini)
- MALAZGIRT (B) VTOL UAV, Baykar Machine (2007) Lưu trữ ngày 2 tháng 4 năm 2007 tại Wayback Machine
- MALAZGIRT (E) VTOL UAV, Baykar Machine (2007) Lưu trữ ngày 2 tháng 4 năm 2007 tại Wayback Machine
- Bayraktar Mini UAV (Trinh sát)
- VESTEL Efe (Mini) 2007
- VESTEL Arı (Micro) 2007

### Các mẫu của Thái Lan
- IAI Seacher

### Các mẫu của Vương quốc Anh
- Fairey Queen (thập niên 1930)
- de Havilland Queen Bee (thập niên 1930)
- Airspeed Queen Wasp (1936)
- Miles Queen Martinet (thập niên 1940)
- BAE Corax, nghiên cứu (2004)
- QinetiQ Mercator, nghiên cứu (đang phát triển)
- QinetiQ Observer, trinh sát thử nghiệm hạng nhẹ
- Phoenix, trinh sát (1999)
- BAE Taranis, research (có kế hoạch)
- Thales Watchkeeper, trinh sát (kế hoạch đến năm 2010)
- QinetiQ Zephyr, bay tầm xa và trên độ cao lớn (đang phát triển)
- UnKnown Aerospace CYGNET Lưu trữ ngày 6 tháng 8 năm 2018 tại Wayback Machine, UAV hậu cần (đang phát triển)
- UnKnown Aerospace LANNER Lưu trữ ngày 6 tháng 8 năm 2018 tại Wayback Machine, UAV chiến thuật (đang phát triển)

### Các mẫu quân sự của Hoa Kỳ
- Hewitt-Sperry Automatic Airplane, vũ khí (1916)
- Kettering Bug, vũ khí (1918)
- OQ-2/TDD-1 Radioplane, mục tiêu tập bắn (1939)
- Ryan A/BQM-34 series Firebee I and II, mục tiêu tập bắn (1951)
- North American X-10, nghiên cứu (1953)
- Northrop GAM-67 Crossbow, đa chức năng (1956)
- Northrop AQM-35, mục tiêu tập bắn (1956)
- McDonnell ADM-20 Quail, mục tiêu nghi binh (1958)
- Beech MQM-61A Cardinal, mục tiêu tập bắn (1959)
- Gyrodyne QH-50, nghiên cứu (1960)
- Beech AQM-37 Jayhawk, mục tiêu tập bắn (1961)
- Ryan Model 147/AQM-34 series Fire Fly and Lightning Bug, trinh sát (1962)
- Northrop M/BQM-74A Chukar, mục tiêu tập bắn, nghi binh (1964)
- Lockheed D-21, trinh sát (1964)
- Ryan AQM-91 Firefly, trinh sát (1968)
- BQM-90, mục tiêu tập bắn (1970)
- Boeing YQM-94A Compass Cope B, trinh sát (1973)
- Ryan YQM-98A Compass Cope R, trinh sát (1974)
- Ryan AQM-81A Firebolt, mục tiêu tập bắn (1983)
- BAI BQM-147 Dragon Drone, trinh sát (1986)
- RQ-2 Pioneer, trinh sát (1986)
- General Atomics GNAT-750, trinh sát (1989)
- Sikorsky Cypher, nghiên cứu, (1992)
- General Atomics MQ-1 Predator, trinh sát, chiến đấu (1995)
- RQ-3 Dark Star, nghiên cứu (1996)
- RQ-6 Outrider, trinh sát (1996)
- Bell Eagle Eye, tiltrotor trinh sát (1998)
- IAI RQ-5 Hunter, trinh sát (1999)
- AAI RQ-7 Shadow, trinh sát (1999)
- MQ-8 Fire Scout, trinh sát (2000)
- RQ-4 Global Hawk, trinh sát (2001)
- General Atomics MQ-9 Reaper/Mariner, trinh sát, chiến đấu (2001)
- Desert Hawk, trinh sát (2001)
- Dragon Eye, trinh sát (2002)
- Boeing X-45, nghiên cứu (2002)
- X-47 Pegasus, nghiên cứu (2003)
- Boeing X-50, nghiên cứu (2003)
- ScanEagle, trinh sát (2004)
- Boeing A160 Hummingbird, nghiên cứu (2005)
- RQ-11 Raven, trinh sát (2005)
- Lockheed P-175 Polecat, nghiên cứu (2006)
- Boeing Persistent Munition Technology Demonstrator, nghiên cứu (2006)
- BAE Skylynx II, trinh sát (2006)
- MQ-9 Reaper, tấn công trên không (2006)
- Boeing Dominator, thử nghiệm (2007)
- Composite Engineering BQM-167 Skeeter, đang phát triển (2006)

### Các mẫu dân sự của Hoa Kỳ
- General Atomics ALTUS, nghiên cứu (1996)
- NASA Advanced Soaring Concepts Apex research (hủy bỏ trước khi thực hiện chuyến bay đầu tiên, 1999)
- NASA Helios, nghiên cứu (2001)
- Octatron SkySeer
- Switchblade (máy bay) (dự định)

### Các mẫu do tư nhân phát triển
- Trek Aerospace Dragonfly
- Phantom Sentinel
- Phyxius
- Insitu Aerosonde
- Airborne Autonomous Systems  Developmental
- Miraterre Flight Systems  Lưu trữ ngày 21 tháng 10 năm 2016 tại Wayback Machine
- Rotomotion
- Autopilot
- Neural Robotics
- Micropilot
- Procerus Technologies
- Mavionics
- Baykar Machine  Lưu trữ ngày 29 tháng 6 năm 2019 tại Wayback Machine
- Arcturus-UAV T-15/T-16
- First Serbian unmanned aerial vehicle called "Nikola Tesla-150" projected and built by team of students called "EMA"  Lưu trữ ngày 28 tháng 1 năm 2011 tại Wayback Machine
- UAV Development Group at University of São Paulo - School of Engineering of São Carlos - Brazil
- Imaging 1's micro UAV  Lưu trữ ngày 7 tháng 2 năm 2012 tại Wayback Machine
- ATAIR LEAPP  Lưu trữ ngày 29 tháng 8 năm 2006 tại Wayback Machine
- ATAIR Micro LEAPP  Lưu trữ ngày 14 tháng 10 năm 2006 tại Wayback Machine
- ATAIR Insect
- Viking Aerospace, LLC  Lưu trữ ngày 7 tháng 8 năm 2020 tại Wayback Machine
- Continental Controls and Design, Inc.  Lưu trữ ngày 18 tháng 10 năm 2018 tại Wayback Machine
- Gyrodyne DASH hoặc Drone Anti-Submarine Helicopter

### Các mẫu thuộc những dự án UAV tài liệu mở
- UAVs & IMINT: imagery intelligence  Lưu trữ ngày 13 tháng 5 năm 2020 tại Wayback Machine
- Albatross UAV Project  Lưu trữ ngày 18 tháng 12 năm 2010 tại Wayback Machine
- Autopilot project
- CUAV - The custom UAV flight controller project  Lưu trữ ngày 6 tháng 3 năm 2010 tại Wayback Machine
- Paparazzi
- The R/C pilot project
- The Remote Control Auto Pilot 2 (rcap2)
- HOVTOL The Horizontal Or Vertical Takeoff Or Landing UAV project